# Eunice Newton Foote
Eunice Newton Foote (Goshen (Connecticut), 17 juli 1819 – Lenox (Massachusetts), 30 september 1888) was een Amerikaans natuurkundige en uitvinder. Ze was de eerste die, na metingen aan onder andere koolstofdioxide en waterstof, stelde dat CO2 weleens temperaturen op aarde zou kunnen verhogen.
Als voorvechter van vrouwenrechten ondertekende zij de Declaration of Sentiments op de Seneca Falls Convention in 1848, de eerste vrouwenrechtenbijeenkomst in de Verenigde Staten. 

## Biografie
Er is weinig over Foote bekend. Haar vader, die Newton heette, was een boer uit de staat New York. Zij volgde twee jaar een opleiding aan het Troy Female Seminary, de latere Emma Willard School.
Zij woonde in Seneca Falls, Seneca County, in de staat New York, was gehuwd met rechter Elisha Foote, die tevens wiskundige was. Hij zou haar hebben geïntroduceerd bij de American Association for the Advancement of Science (AAAS). Het echtpaar had twee dochters.

## Wetenschappelijk werk
Foote was een pionier in het onderzoek naar de opwarming van lucht door de zon. Zij bestudeerde hoe die opwarming toenam onder invloed van koolstofdioxide. Dit fenomeen zou later het broeikaseffect genoemd worden. Haar artikel hierover, Circumstances affecting the heat of the sun's rays, werd in 1856 door Joseph Henry voorgelezen aan de leden van de American Association for the Advancement of Science (AAAS)., waarna het gepubliceerd werd in het American Journal of Science. Van die vereniging was zij het tweede vrouwelijke lid. 
De experimenten die Foote deed waren als volgt: Zij vulde glazen potten met verschillende gassen en liet die opwarmen in de zon en vervolgens weer afkoelen in de schaduw. Het sterkste effect zag zij in de pot met kooldioxide, en minder in de potten met waterstof, zuurstof en "gewone lucht" (dat bestaat uit 78% stikstof). Haar conclusie beperkte zich niet tot die waarneming, maar ze merkte op dat als de aarde omgeven zou zijn door een grotere hoeveelheid kooldioxide, dat dit geresulteerd zou hebben in een hogere temperatuur. Daarmee liep ze vooruit op hetgeen tegenwoordig bekend is over broeikasgassen.
Het belang van Foote's onderzoek werd niet meteen opgemerkt, waardoor het slechts in samengevatte vorm in Europa verscheen.
Drie jaar later publiceerde John Tyndall, waarschijnlijk volledig onafhankelijk van het onderzoek van Foote, zijn bevindingen. Hij mat als eerste de relatieve absorptiekracht van waterdamp, koolstofdioxide en methaan. Hij ontdekte dat waterdamp het belangrijkste broeikasgas is dat de temperatuur van de Aarde bepaalt. De theorie van het broeikaseffect was toen al geaccepteerd. 
Foote deed ook onderzoek naar elektrische excitatie en ontlading van gassen, gepubliceerd in de Proceedings van diezelfde AAAS.

## Storm Eunice
De vijfde storm van het Europese stormseizoen 2021-2022 is vernoemd naar Foote en kreeg dus de naam Eunice.